# Kolegiata św. Bartłomieja w Płocku
Kolegiata św. Bartłomieja w Płocku (płocka fara) – najstarszy kościół parafialny Płocka, jeden z jego najcenniejszych zabytków, matka parafii Płocka, siedziba rzymskokatolickiej parafii dekanatu płockiego zachodniego diecezji płockiej.
Kościół działa nieprzerwanie od 1356 r. Mieści się przy ulicy Kazimierza Wielkiego 1.
Jego patronem jest św. Bartłomiej Apostoł. W jednym z bocznych ołtarzy kościoła znajduje się obraz Matki Bożej Nieustającej Pomocy, który ufundowała założycielka Kościoła Starokatolickiego Mariawitów – Maria Franciszka Kozłowska. Przy kościele istnieje Kapituła Kolegiacka św. Michała Archanioła.

## Zarys historyczny

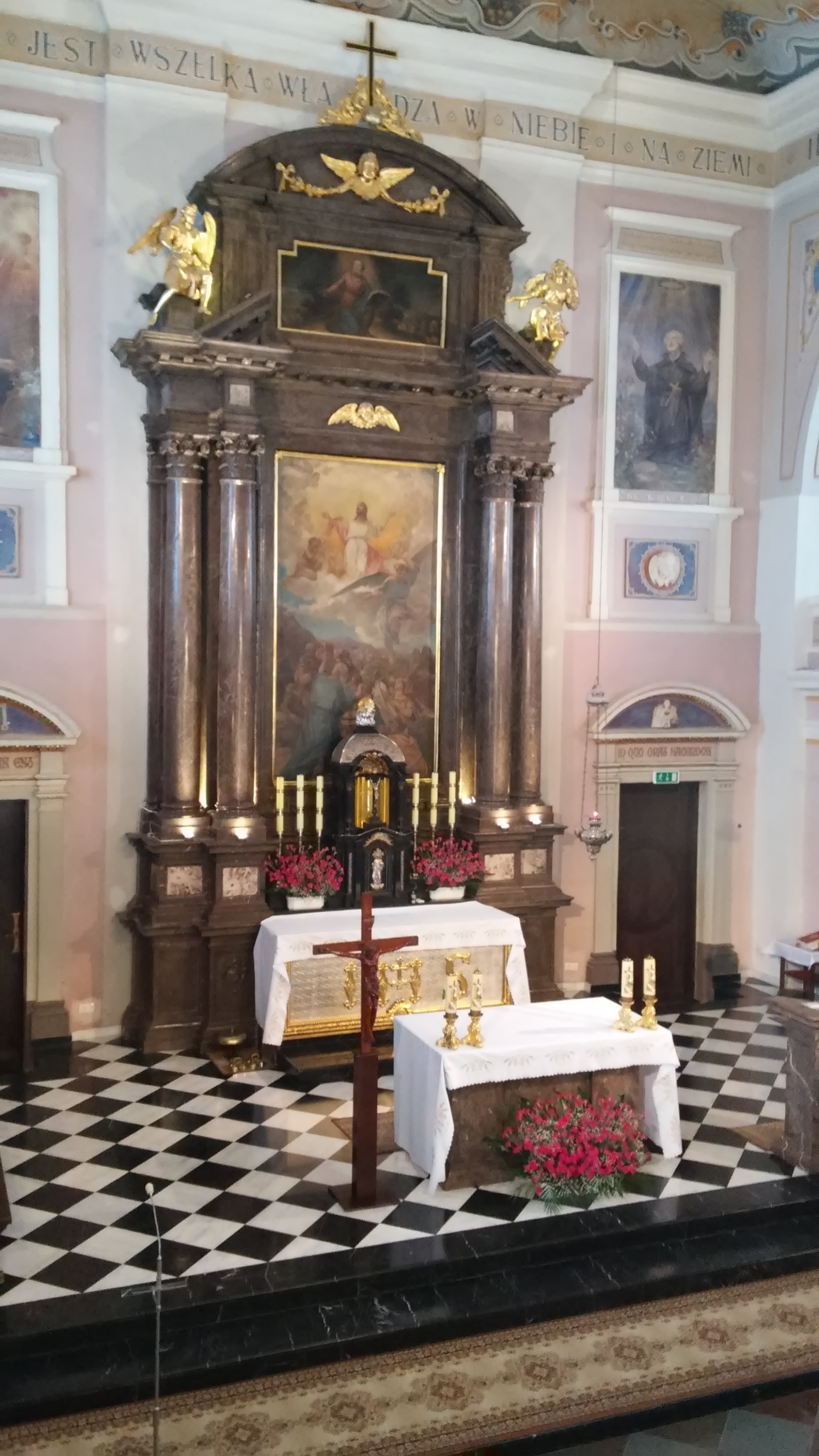
Ołtarz główny, nazywany wielkim

Ufundowany przez króla Kazimierza Wielkiego, konsekrowany przez biskupa płockiego Klemensa 23 kwietnia 1356 roku. Przez trzysta lat przeżywał swoją świetność jako budowla gotycka, potem przebudowywany przez Jana Baptystę Wenecjanina otrzymał elementy renesansowe, aby ostatecznie przyjąć wystrój barokowy. W pierwszym okresie istnienia posiadał 22 ołtarze boczne i wieniec kaplic. Wejście główne znajdowało się od strony nieistniejącej już dziś ulicy Nadwiślańskiej.
Na początku XVIII w. wskutek wojen, pożarów i innych nieszczęść stan kościoła był bardzo zły. W 1723 r. postanowiono „szczyt znacznej wysokości od południa znieść i ze ścianami w równej linii zrównać”. Skrócono korpus, zamurowano dawne wejście (od strony Wisły), istniejące od ponad 400 lat i zrobiono nowe (od strony Rynku) usunięto boczne kaplice, nadając styl późnobarokowy.
4 października 1732 fara stała się kolegiatą św. Bartłomieja, po przeniesieniu tutaj Kapituły z kolegiaty św. Michała. W 1772 roku zakończono przebudowę kościoła i dokonano rekonsekracji kolegiaty. W 1819 arcybiskup Franciszek Malczewski dokonał likwidacji kapituły, jednocześnie odbierając tytuł kolegiaty farze. W latach 1939–1940 według projektu Władysława Drapiewskiego wykonano polichromię.
Na uwagę w kościele zasługuje marmurowy ołtarz główny, który został tu przeniesiony w 1856 ze zlikwidowanego kościoła św. Wojciecha. Od początku XVII w. istnieje przy świątyni wolnostojąca dzwonnica.
Od 1846 wychodzi z fary coroczna piesza pielgrzymka do sanktuarium maryjnego w Skępem. Pierwsza odbyła się jako dziękczynienie za wygaśniecie epidemii cholery w Płocku.
Na terenie tej parafii św. siostra Faustyna Kowalska w 1931 miała otrzymać pierwsze objawienia Jezusa Miłosiernego, a Sługa Boża, matka Józefa Hałacińska, otworzyła pierwszy dom zakonny sióstr Pasjonistek. 18 listopada 2006 jej ciało zostało uroczyście przeniesione do tego kościoła. W granicach tej wspólnoty znajduje się również najstarszy w Polsce – założony w 1780 – cmentarz grzebalny.

## Kapituła Kolegiacka Św. Michała Archanioła
Została powołana do istnienia w połowie XII wieku przy kościele kolegiackim św. Michała w Płocku, powstałym z fundacji Dobiechny, wdowie po Wojsławie, wychowawcy Bolesława Krzywoustego. W dniu 4 października 1732 roku, za zgodą Stolicy Apostolskiej i króla Augusta II, przeniesiona przez biskupa płockiego Andrzeja Stanisława Kostkę Załuskiego do kościoła pod wezwaniem św. Bartłomieja Apostoła w Płocku. Rozwiązana w dniu 17 kwietnia 1819 roku na mocy dekretu kasacyjnego delegata apostolskiego arcybiskupa warszawskiego Franciszka Malczewskiego. Dekretem biskupa płockiego Piotra Libery z dnia 2 kwietnia 2015 roku została restytuowana przy kościele kolegiackim pod wezwaniem św. Bartłomieja w Płocku, jako votum na 940-lecie Diecezji Płockiej.
Kapituła skupia 12 księży (tylu, ile było Apostołów), 3 prałatów i 9 kanoników gremialnych, a także 11 honorowych.
Prepozytem kapituły od 2023 roku jest ks. prałat prof. dr hab. Jan Krajczyński  W dniu 8 listopada 2015 r. odbyła się uroczysta instalacja kapituły przez biskupa Piotra Liberę.

Prepozyci Kapituły Kolegiackiej Św. Michała Archanioła:
- 2015-2023 - ks. prałat Wiesław Kazimierz Gutowski
- 2023 -  ks. prałat prof. dr hab. Jan Krajczyński

## Prace konserwatorskie
W styczniu 2006 r. w czasie prac konserwatorskich pod prezbiterium fary znaleziono dwie olbrzymie krypty pochodzące prawdopodobnie z pierwszego okresu funkcjonowania kościoła.
W październiku 2007 odkryto pierwotne wejście do świątyni, znajdujące się na miejscu obecnego prezbiterium, oraz gotycko-renesansowe okna z XVI w.
W latach 2013–2014 staraniem proboszcza Wiesława Gutowskiego przeprowadzono rewitalizację zabytkowej kolegiaty, dokonując remontu generalnego.
Podczas prac odkryto m.in. rozetę, która widniała nad pierwotnym wejściem do świątyni.
Za przeprowadzenie tych prac, ks. Wiesław Gutowski został nominowany do tytułu Płocczanin roku 2020.

## Jubileusz 650-lecia fary
Rok 2006 płocka fara obchodziła pod znakiem jubileuszu 650-lecia jej istnienia. W związku z tym świątynia przeszła wiele remontów, m.in. całkowicie odnowiono prezbiterium. Centralne uroczystości odbyły się w dniach 22-23 kwietnia na płockim Starym Rynku. Jej głównym akcentem była uroczysta msza celebrowana przez biskupa płockiego Stanisława Wielgusa. Pozostałe punkty bogatego programu rozłożono na cały rok. W jego skład weszły m.in. uroczystości ku czci patrona Płocka, koncert oratorium Tu Es Petrus i konferencja naukowa dotycząca historii kościoła. Całość zakończyła się mszą w niedzielę 19 listopada 2006, sprawowana przez biskupa toruńskiego Andrzeja Suskiego, który pochodzi z tej parafii. Za organizację obchodów proboszcz fary, ks. Janusz Cegłowski został nominowany do tytułu Płocczanin roku 2006.

## Patron
Bartłomiej Apostoł, Bartłomiej Natanael, Święty Bartłomiej, cs. Apostoł Warfołomiej (zm. ok. 70 w Albanopolis w Armenii) – jeden z dwunastu apostołów dwojga imion, zwany w Ewangeliach Mateusza, Marka i Łukasza, Bartłomiejem (grecko-aramejskie bar-Tholomaios „syn Tolomaja-Ptolemeusza” lub „syn oracza”), a przez Jana – Natanaelem (hebr. „Bóg dał”).
Doroczna uroczystość odpustowa obchodzona jest 24 sierpnia, ostatnimi czasy jest przenoszona na najbliższą niedzielę przed. Odpustowi towarzyszy Jarmark św. Bartłomieja, który odbywa się przez trzy dni na płockiej starówce.

## Związani z kolegiatą
- król Kazimierz III Wielki, fundator kościoła
- Jan Baptysta Wenecjanin, dokonał przebudowy kolegiaty
- św. siostra Faustyna Kowalska, była parafianką kolegiaty podczas pobytu w Płocku
- Sługa Boża matka Józefa Hałacińska, założyła na terenie parafii pierwszy dom zakonny
- car Mikołaj I
- Nuncjusz Apostolski Achille Ratti, późniejszy papież Pius XI. Rezydował na plebanii kolegiackiej.
- Władysław Drapiewski, zaprojektował polichromię i freski: „Św. Stanisław Kostka” i „Św. Andrzej Bobola”
- Pius Weloński, namalował obrazy: Wniebowstąpienia Pańskiego do Ołtarza Wielkiego i Serca Pana Jezusa do bocznego.
- ks. Seweryn Wyczałkowski, polski społecznik i publicysta
- premier Tadeusz Mazowiecki, ochrzczony w kolegiacie, wieloletni ministrant
- biskup toruński Andrzej Suski, parafianin, przyjął święcenia biskupie w kolegiacie.
- bp pomocniczy płocki Roman Marcinkowski, otrzymał święcenia kapłańskie w kolegiacie
- ks. infułat prof. dr hab. Wojciech Góralski, parafianin, otrzymał święcenia kapłańskie w kolegiacie
- ks. prałat Wiesław Kazimierz Gutowski, wikariusz, proboszcz, a następnie w latach 2015-2023 prepozyt kapituły kolegiackiej św. Michała Archanioła. Jego staraniem przeprowadzono generalny remont kościoła, a następnie przywrócono tytuł kolegiaty.

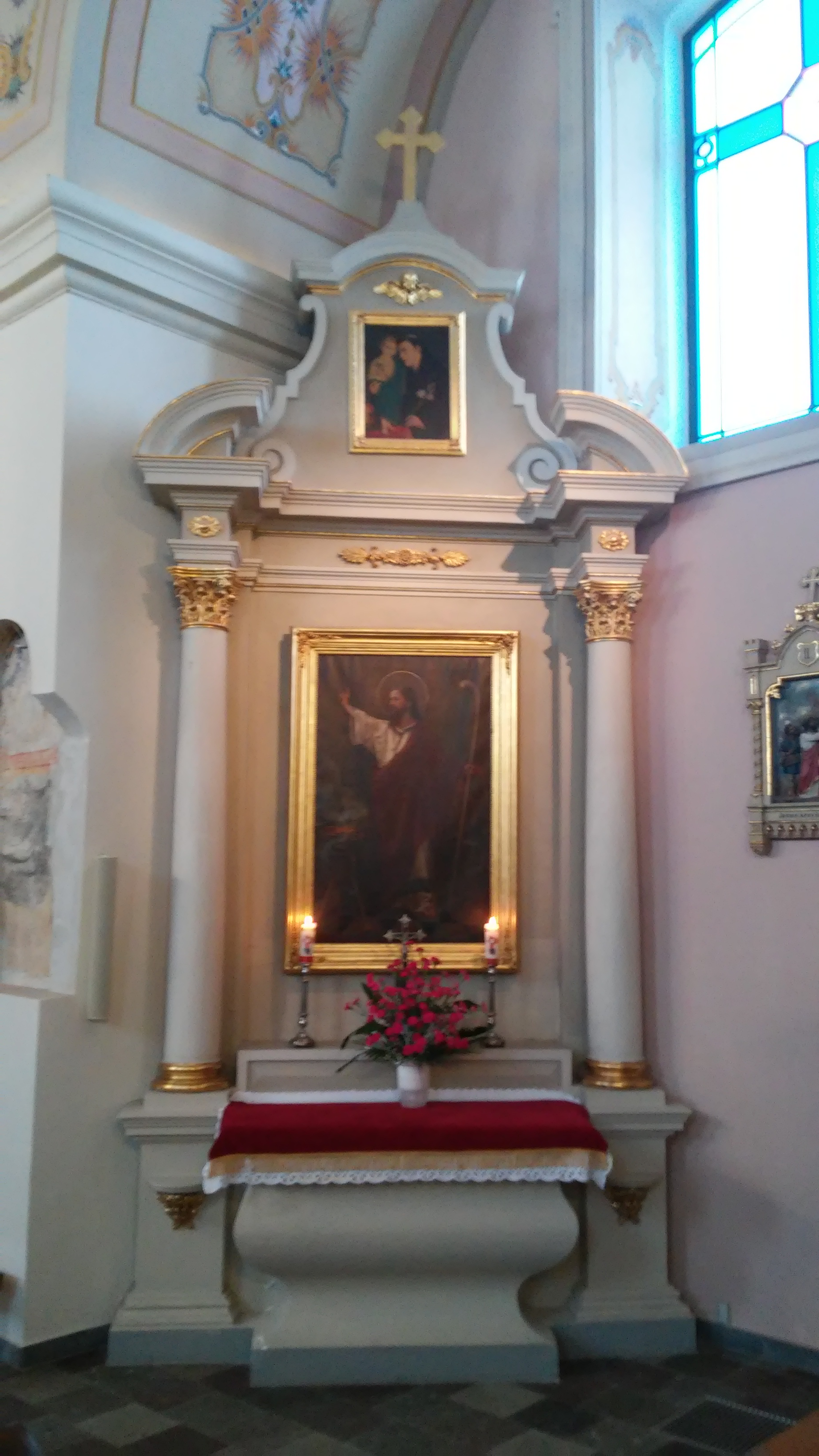
Ołtarz św. Bartłomieja- patrona kolegiaty

## Proboszczowie fary
- 1321 – Gunter, kanonik i proboszcz
- 1366 – Olbracht
- 1381 – Mikołaj
- 1412 – Arnold, kanonik płocki
- 1460 – Paweł
- 1472 – Grzegorz, zrzekł się probostwa w tym samym roku
- 1472 – Jan z Sokołowa, kanonik pułtuski
- 1489 – Jan z Krośnia, herbu Dołęga
- 1508 – 1513 Paweł Kępski z Kępy, równocześnie rektor kościoła parafialnego w Zakrzewie
- 1517 – Dominik Wityński, zrzekł się probostwa
- 1555–1557 – Jan Wyrzykowski, doktor teologii, kanonik płocki, zm. 1557 r.
- 1557–1558 – Walenty Skowrocki z Kuczborka, przedtem notariusz miejski
- 1579–1584 – Walenty Wróblewski, równocześnie proboszcz toruński
- 1584–1602 – Wojciech Bieliński, kanonik sandomierski i warmiński
- 1602–1631 – Marcin Rostkowski, surogat w konsystorzu płockim, zm. 1631 r.
- 1631–1668 – Wiktor Dzięgielewski, wcześniej wikariusz w katedrze, kanonik i dziekan płocki, sędzia surogat w konsystorzu płockim
- 1668–1699 – Jan Kądzielski, dziekan płocki
- 1699–1706 – Stanisław Krajewski herbu Jasieńczyk, wcześniej dziekan kapituły kaliskiej, kanonik płocki, od 1692 prałat kanclerz kapituły płockiej
- 1706–1709 – Tomasz Pawłowski, przedtem proboszcz w Dobrzykowie
- 1709–1710 – Andrzej Rostkowski, kanonik płocki
- 1710–1719 – Wojciech Mdzewski herbu Dołęga, od 1714 r. kanonik płocki, zrzekł się probostwa i został kanonikiem łowickim, zm. 1710
- 1719–1733 – Wojciech Ksawery Sadziński, archiprezbiter, przeszedł na probostwo w Bulkowie
- 1735–1744 – Paweł Wilgieński, doktor obojga praw, dziekan kapituły św. Bartłomieja, w 1744 r. zrzekł się i został kanonikiem pułtuskim i kanonikiem w Kolnie.

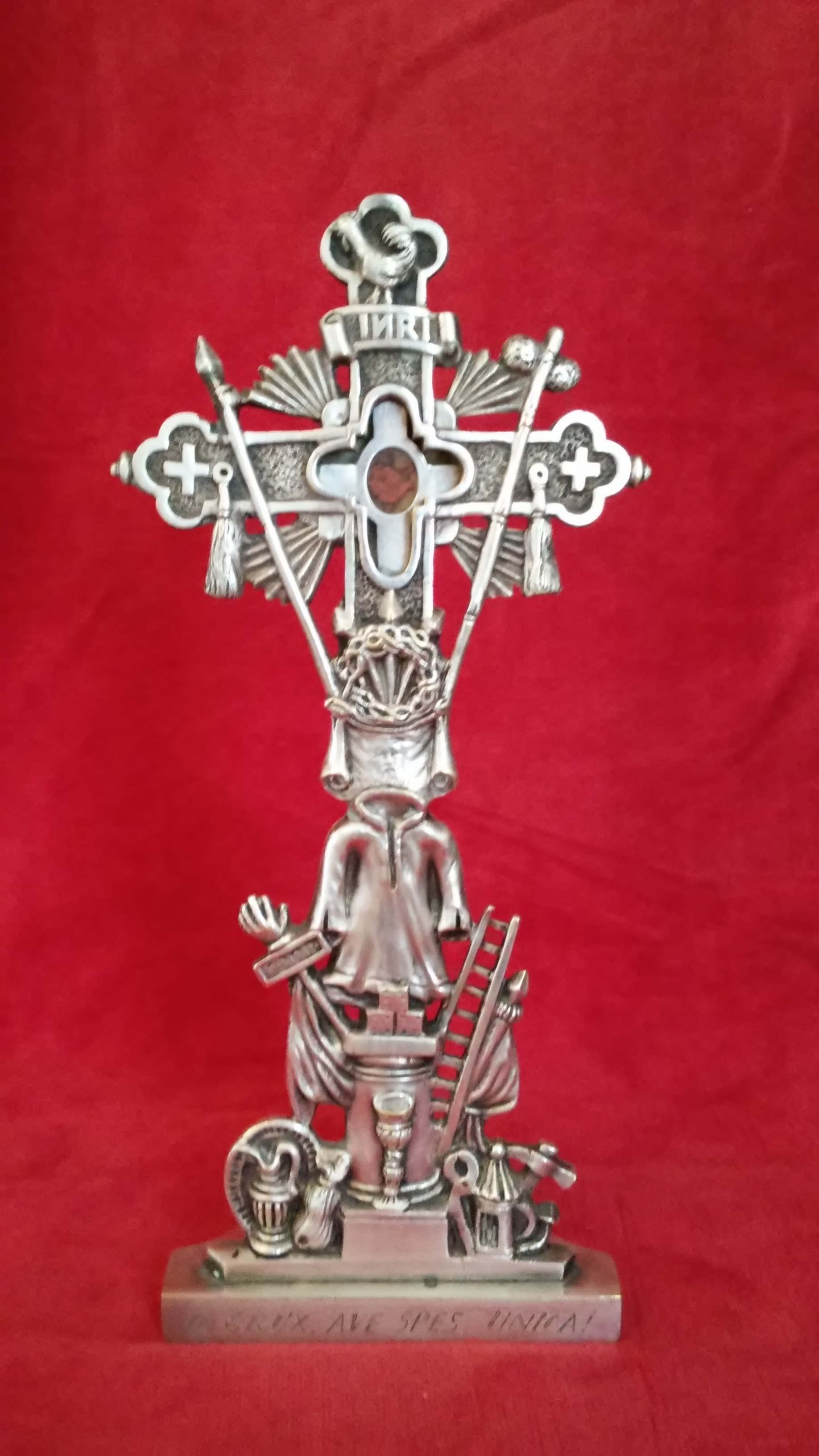
Relikwiarz Krzyża Świętego z płockiej kolegiaty

- 1745–1773 – Stanisław Starorypiński, kanonik i sędzia w konsystorzu płockim
- 1773–1791 – Wojciech Józef Gadomski, prałat, od 1782 biskup sufragan płocki
- 1791–1815 – Bartłomiej Karol Mirecki, kanonik, dziekan kolegiaty
- 1815–1821 – Łukasz Przyłuski, kanonik katedralny płocki
- 1821–1842 – Hilary Zawadzki, dominikanin, wybrany na prośbę mieszczan
- 1842–1845 – Łukasz Płoski, komendarz
- 1845–1879 – Franciszek Szanior, kanonik honorowy płocki
- 1880–1901 – Kazimierz Weloński, prałat, rektor Seminarium Duchownego w Płocku, w 1901 wstąpił do zakonu oo. paulinów na Jasna Góra|Jasnej Górze, gdzie został przeorem
- 1901–1909 – Wincenty Petrykowski, profesor Seminarium Duchownego, zm. 1927
- 1909–1936 – Adolf Modzelewski, prałat, profesor Seminarium Duchownego, od 1936 prałat katedry, zamordowany w niemieckim obozie koncentracyjnym Soldau (KL) w Działdowie w 1941[3]

- 1936–1940 – Zygmunt Mosielski, kanonik honorowy pułtuski, dziekan płocki, zm. 1940
- 1940–1958 – Stanisław Figielski, infułat, doktor, w latach 1940–1946 administrator apostolski diecezji płockiej
- 1958–1985 – Seweryn Wyczałkowski, prałat, profesor Seminarium Duchownego, zm. 1986
- 1985–1986 – Stanisław Bońkowski, doktor, profesor Seminarium Duchownego, zm. 1988
- 1986–2004 – Ryszard Dybiński, kanonik płocki
- 2004–2008 – Janusz Cegłowski, kanonik pułtuski
- 2008–2021 – Wiesław Kazimierz Gutowski, prałat, prepozyt kapituły kolegiackiej
- od 2021 – dr Jarosław Kamiński, kanonik kolegiacki płocki